# Моргачёва, Мария Ивановна
Мария Ивановна Моргачёва (23 февраля 1922, Мангушево, Краснооктябрский район, Нижегородская область — 6 января 1995, Богородский район, Нижегородская область) — передовик советского сельского хозяйства, телятница совхоза «Богородский» Богородского района Горьковской области, Герой Социалистического Труда (1966).

## Биография
Родилась 23 февраля 1922 года в деревне Мангушево, ныне Краснооктябрьского района Нижегородской области. Получила начальное образование в сельской школе.
Трудоустроилась в 1936 году в колхоз «Прожектор» Богородского района Горьковской области, а с 1940 года стала работать телятницей в совхозе «Богородский». Ежегодно она добивалась высоких показателей в деле выращивания телят, 30—40 голов суточный привес по которым доходил до одного килограмма.
Практически каждый год она являлась победительницей социалистического соревнования. Участвовала в выставке достижений народного хозяйства. Демонстрировала телят весом 340—370 килограмм каждый.  
Указом Президиума Верховного Совета СССР от 22 марта 1966 года за получение высоких результатов в сельском хозяйстве и рекордные показатели в животноводстве Марии Ивановне Моргачёвой было присвоено звание Героя Социалистического Труда с вручением ордена Ленина и медали «Серп и Молот». 
В 1966 и 1967 году она становилась победительницей социалистического соревнования Горьковской области. В 1973 году вышла на пенсию. 
Умерла 6 января 1995 года в Богородском районе. 

## Награды
За трудовые успехи была удостоена:
- золотая звезда «Серп и Молот» (22 марта 1966)
- орден Ленина (22 марта 1966)
- другие медали.

## Память
- В 2012 году в Богородске открыта Аллея Героев Социалистического Труда, на которой размещён стенд в память о Марии Ивановне[2].